# Srđan Dimitrov
Srđan Dimitrov (in serbo Срђан Димитров?; Novi Sad, 28 luglio 1992) è un calciatore serbo, centrocampista svincolato.

## Carriera
Ha giocato nella prima divisione serba, in quella maltese, in quella lettone, in quella thailandese, in quella ungherese ed in quella kazaka.

## Palmarès

### Club

#### Competizioni nazionali
- Prva Liga Srbija: 1

Inđija: 2009-2010